# Tim Barrett
Tim Barrett, född 16 mars 1948, död 20 januari 2023, var en friidrottare från Bahamas. Han deltog vid olympiska sommarspelen 1968 och olympiska sommarspelen 1972.